# El Negro
El Negro este o formație românească de muzică reggae, înființată în 1999.

## Biografie

### Începutul
El Negro și-a început viața în februarie 1999 în Ploiești, când Bogdan Negroiu și Stevie Bass au înființat formația. Stilul lor, după cum declară ei, este reggae cu influențe funk și soul. Formația a debutat în Franța pe canalul MCM cu un remake al piese "Spune-mi cine ești" și evoluția trupei a făcut ca distribuitorii SONY MUSIC în România să le propună un contract de 3 ani, timp în care au apărut 2 albume sub marca Cat Music: "Reggaesonic" - 2000 și "Reggae bum, bum" - 2002, iar în 2003 casa de discuri RBA Records produce pentru El Negro - LP-ul "Fuga în Jamaica"
După o activitate foarte bogată concertistic și prezențe media care au adus notorietatea unei trupe profesioniste și emblema de "singura trupă reggae din România" în 2004 Bogdan Negroiu rămâne singurul frontman al trupei și de altfel liderul și nucleul trupei. Trupa se detașează total de mesajele muzicale simple și generale găsindu-și resurse de expresie pentru un public aparte, atent la problemele sociale,de identitate și evadări din cotidianul din ce în ce mai rutinat. Nu doar textele au fost centrul de greutate al noii formule ci și sound-ul a devenit unul special, derivat și din faptul că întreaga trupă are studii muzicale solide, partea orchestrală bine închegată a fost lucru emblematic și apreciat la El Negro dintotdeauna în showbiz-ul romanesc.

### 2005
În anul 2005 cei 7 componenți au lucrat la un album nou în studioul Zion Records, iar la sfârșitul anului apare prima piesă, "Ploaia" - o piesa care deși necontractată de nicio casă de discuri la momentul acela se infiltrează foarte repede în playlist-urile publicului și absolut surprinzător pentru un produs independent intră pe piața de radiouri.

### 2006
Clipul piesei din 2006 filmat în închisoarea Doftana, eviențiază 'un El Negro' aparte și surprinde cu un mesaj nou, un mood reggae autentic și binevenit pe o piața muzicală romanească aflată într-o evidență progresie calitativă.
Practic identitatea trupei (legata până atunci de hitul "Mi-e dor de tine") devine "Ploaia", un cântec care generează o serie amplă de concerte de cluburi în care se evidențiază o trupă reggae credibilă, matură și specială.
Durează 2 ani ca un nou LP să fie gata, casa de discuri A&A Records investind în albumul "ANTIPANICA" resurse importante pentru a aduce El Negro din nou pe piața media. Rezultatele s-au văzut imediat, concertul de lansare al albumului a fost un  succes, un rol important având și videoclipul noului E.P. - "Lasă-mă" un cântec care continuă linia stilistică reggae old school, un fusion de sound modern și sunete tradiționale de chitare, orga și suflători.

### 2008
În 2008, El Negro lansează albumul Antipatica. LP-ul conține 14 piese (2 sub edituri, un feat cu elvețianul Ranking Sound, un remake după "Buna seara, iubito", hitul "Ploaia" și cel mai recent E.P. - "Lasă-mă")  Albumul reprezintă un concept pe care trupa îl propune ca un manifest sonor, alternativă și semnal de alarmă pentru o societate din ce în ce mai încrancenată, șablonată și dominată de artificial, panică, efect de turmă și ură. 

### 2010
În 2010, Bogdan Negroiu a lansat un post de radio dedicat iubitorilor de "altfel" de muzică, în special reggae și rastafa, Republika Verde, unde este și prezentator. 

### 2012
În anul 2012, trupa a lansat piesa "Panic In the city"

### 2016
În 22 iulie 2016, trupa El Negro, în noua formulă, a lansat cel mai rencent single "Dansăm pe iarbă"